# Latawiec królewski
Latawiec królewski (Cicinnurus regius) – gatunek małego ptaka z rodziny cudowronek (Paradisaeidae), zamieszkujący Nową Gwineę i sąsiednie wyspy. Nie jest zagrożony.

## Podgatunki
Wyróżniono dwa podgatunki C. regius:
- C. regius regius – latawiec królewski[4] – południowa Nowa Gwinea, wyspy na zachód od Nowej Gwinei (Salawati, Misool), Wyspy Aru. Proponowany podgatunek rex uznany za jego synonim.
- C. regius coccineifrons – latawiec nitkosterny[4] – północna, środkowa i wschodnia Nowa Gwinea oraz wyspa Yapen. Proponowane podgatunki gymnorhynchus, cryptorhynchus i similis uznane za jego synonimy.

## Morfologia

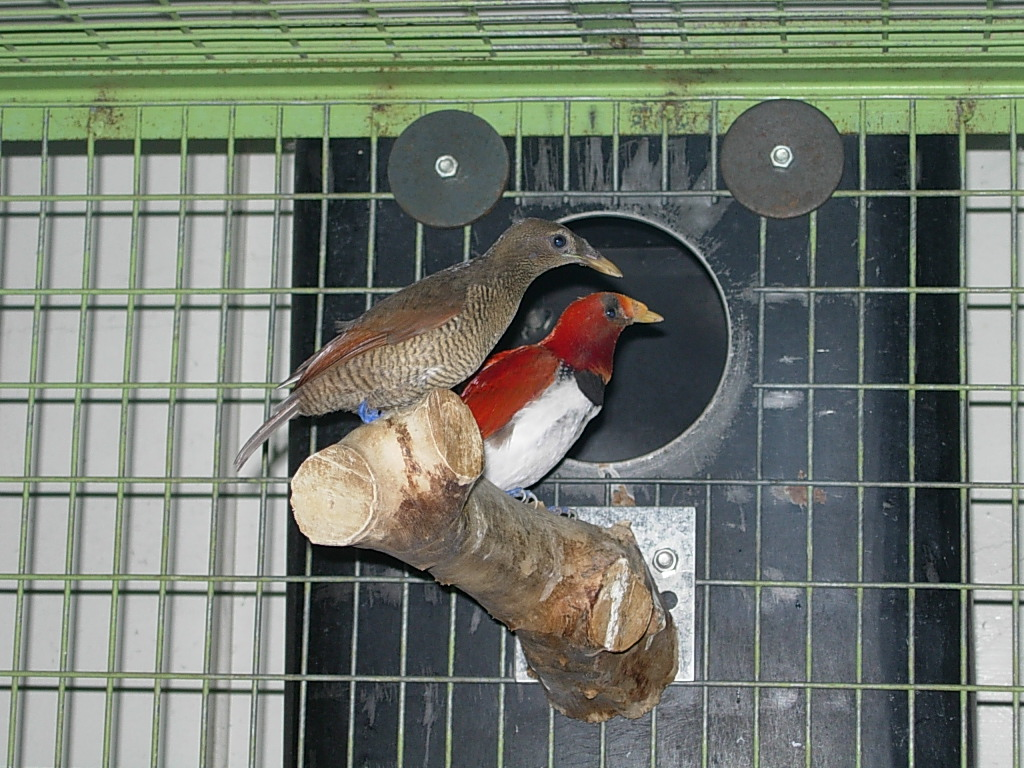
Samica i samiec

- Samce: długość ciała 16 cm (31 cm wliczając wydłużone środkowe sterówki), masa ciała 43–65 g[6];
- Samice: długość ciała 19 cm, masa ciała 38–58 g[6].

Samiec mały, czerwony. Ma biały brzuch, ciemne skrzydła, plamkę nad okiem, przepaskę na piersi. Pióra są rubinowoczerwone. Ogon bardzo krótki, długie jedynie 2 sterówki, zakończone zielonymi krążkami. Samica brązowa, prążkowana, z jasnożółtym dziobem.

## Zasięg, środowisko
Nowa Gwinea i przyległe do niej wyspy; do wysokości 300 m n.p.m. Zamieszkuje nizinne lasy deszczowe, lasy monsunowe, lasy galeriowe i skraje lasów.

## Zachowanie
Żywi się owocami i stawonogami. Często widywany w stadach mieszanych.

## Status
Międzynarodowa Unia Ochrony Przyrody (IUCN) uznaje latawca królewskiego za gatunek najmniejszej troski (LC – least concern) nieprzerwanie od 1988 roku. Liczebność populacji nie została oszacowana, ale ptak ten opisywany jest jako pospolity. Trend liczebności populacji uznawany jest za spadkowy.